# Bipuncticoris minor
Bipuncticoris minor är en insektsart som beskrevs av Alan C. Eyles och Carvalho 1995. Bipuncticoris minor ingår i släktet Bipuncticoris och familjen ängsskinnbaggar. Inga underarter finns listade i Catalogue of Life.